# Derventa (kommun)
Kommunen Derventa (serbiska: Grad Derventa, kyrillisk skrift: Град Дервента) är en kommun i Serbiska republiken i norra Bosnien och Hercegovina. Kommunen hade 27 404 invånare vid folkräkningen år 2013, på en yta av 516,60 km².
Av kommunens befolkning är 81,55 % serber, 9,39 % kroater och 6,92 % bosniaker (2013).